# Sascha … ein aufrechter Deutscher
Sascha … ein aufrechter Deutscher ist ein Lied der deutschen Band Die Toten Hosen aus dem Jahr 1992. Text und Musik sind eine Zusammenarbeit von Campino und Hanns Christian Müller. Sascha, der in diesem Lied verspottet wird, steht stellvertretend für alle rechtsextremen deutschen Skinheads.

## Entstehung

Cover der Single Sascha …

Das Lied entstand nach den Ausschreitungen in Rostock-Lichtenhagen als Protest gegen Fremdenfeindlichkeit und Rassismus. Die Toten Hosen stellten das Lied Sascha … ein aufrechter Deutscher am 14. November 1992 in Bonn auf der Demonstrationsveranstaltung Es wird Zeit und ein weiteres Mal am 13. Dezember 1992 auf dem Festival Heute die! Morgen Du! in Frankfurt am Main vor.
Das Lied wurde zu Weihnachten 1992 als Single veröffentlicht; auf der B-Seite befinden sich Interpretationen der Lieder Alle Jahre wieder, Leise rieselt der Schnee und der Musiktitel Frohes Fest. Die Single platzierte sich sofort in den deutschen Top Ten.
Alle Beteiligten an der Produktion der Single, wie Grafiker, Musikverlag und Plattenlabel verzichteten auf ihre Honorare. Der gesamte Verkaufserlös wurde der Aktion Düsseldorfer Appell gegen Fremdenfeindlichkeit und Rassismus zur Verfügung gestellt. Die Single spielte über eine halbe Million Deutsche Mark ein.
Das Lied Sascha … ein aufrechter Deutscher ist zudem Bestandteil des Studioalbums Kauf mich!, das am 10. Mai 1993 veröffentlicht wurde.

## Text
Laut Campino ist das ganze Lied „eine Aneinanderreihung von Klischees. Die Sprache ist betont dümmlich gehalten.“
Die drei Strophen des zweieinhalbminütigen Liedes bestehen aus jeweils acht Zeilen, die sich am Ende einsilbig reimen. Der vierzeilige Refrain beginnt immer mit den Sätzen: „Der Sascha, der ist Deutscher,
und deutsch sein, das ist schwer. Und so deutsch wie der Sascha …“, variiert jedoch bei jeder der drei Wiederholungen im letzten Satz.
Die erste Strophe beschreibt Saschas Weg zum Neonazi: „Der Sascha, der ist arbeitslos,
was macht er ohne Arbeit bloß? Er schneidet sich die Haare ab und pinkelt auf ein Judengrab“. In der zweiten Strophe wird Sascha als Dummkopf ausgemacht: „Er kennt sogar das Alphabet, weiß, wo der Führerbunker steht.“ In der dritten Strophe wird Sascha zum Brandstifter auf Asylbewerberheime: „Dann zündet er die Bude an, ein jeder tut halt, was er kann.“ Der dritte Refrain unterstreicht die zynische Aussage mit dem Satz: „Wer so deutsch wie der Sascha ist, der ist sonst gar nichts mehr.“
Die dreizeilige Coda enthält einen Kreuzreim und bezieht sich auf Adolf Hitler: „Vor gut 50 Jahren hat′s schon einer probiert. Die Sache ging daneben, Sascha hat′s nicht kapiert.“
Sascha ist die russische Koseform des Vornamens Alexander. Die Toten Hosen hatten mit ihrem Lied Hier kommt Alex bereits Bezug auf eine Figur mit diesem Vornamen genommen: Alexander Delarge, dem Anführer einer gewalttätigen Jugendbande aus Anthony Burgess’ Roman A Clockwork Orange.

## Musik
Das zweieinhalbminütige Lied ist im 4/4 Takt und in C-Dur geschrieben. Die einfache, einprägsam und fröhliche Melodie wird als Variation einer Strophe im Zwischenspiel gepfiffen. Neben der in der Rockmusik üblichen Instrumente E-Gitarre, E-Bass und Schlagzeug begleitet eine Tuba den Gesang ab der zweiten Strophe. Bei der ersten Auflage des Stückes waren die beteiligten Musiker: Sänger und Frontmann der Band Campino, Andreas von Holst und Michael Breitkopf an den E-Gitarren, Andreas Meurer am E-Bass und Schlagzeuger Wolfgang Rohde.

## Resonanz
Die Toten Hosen traten mit dem Lied Sascha … ein aufrechter Deutscher in verschiedenen Fernsehsendungen auf, unter anderem am 30. Januar 1993 im von Günther Jauch moderierten aktuellen Sportstudio. Viele Zeitungen druckten den Text des Liedes kostenlos, zum Teil über eine ganze Seite ab. Die Band erhielt verstärkt Zuspruch, auch von Leuten, die sonst keinen Zugang zu Punkrock hatten.
Die Single erreichte den vierten Platz der Charts in Deutschland, Platz 23 in Österreich und Platz 14 in der Schweiz.
Doch gab es auch Bombendrohungen gegen Fernseh- und Radiosender, die das Lied spielten. Bei der Band und ihren Angehörigen gingen teilweise anonyme Morddrohungen ein. Der Vorsitzende des Kreisverbands Düsseldorf der Republikaner, Richard Staginus, erstattete Anzeige gegen Die Toten Hosen bei der Staatsanwaltschaft Düsseldorf wegen Beleidigung und Volksverhetzung, Vergehen und Verbrechen gemäß § 130, § 185, § 52 StGB. Staginus fühlte sich hauptsächlich von den Sätzen: „Nein, dieser Mann, das ist kein Depp, der Sascha ist ein deutscher REP“ angesprochen. Es ließe „in Verbindung mit dem restlichen Text“ den Eindruck entstehen „dass wir auf Judengräber pinkeln oder Negern die Bude anzünden“. Die Klage wurde abgewiesen, mit der Begründung, das Lied sei dazu geeignet „junge Menschen positiv zu beeinflussen“ und würde „zur Deeskalation beitragen“.